# ルカ・フージ
ルカ・フージ（Luca Fusi、1963年6月7日 - ）は、イタリア・レッコ出身の元サッカー選手。現役時代のポジションはMF、DF。

## 経歴
イタリア代表として1988年から1992年までの間に8試合のプレー経験があり、1988年の欧州選手権にも参加した。1990年のイタリアワールドカップ直前まで代表入りしていたものの、アゼリオ・ビチーニ代表監督がシステムの変更を決めたことにより、大会に臨むメンバーからは落選した。
SSCナポリでは2シーズンプレーし、ディエゴ・マラドーナ、カレッカらと共にリーグ優勝を果たした。1990年から4シーズンをトリノFCでプレー、通算168試合に出場、コッパ・イタリアで優勝を果たした。その後はユヴェントスFCなどでもプレーした。

## タイトル
サンプドリア
- コッパ・イタリア 1987-88

ナポリ
- セリエA 1989-90
- UEFAカップ 1988-89

トリノ
- コッパ・イタリア 1992-93

ユヴェントス
- セリエA：1994-95
- コッパ・イタリア : 1994-95
- スーペルコッパ・イタリアーナ : 1995